# 宇文纯
陈惑王宇文纯（550年代—580年11月2日），字堙智突，周文帝宇文泰的第九子。
武成初年，封陈国公，食邑万户。保定年间，拜岐州刺史，加开府仪同三司。出使突厥迎阿史那皇后，拜大将军，进位柱国。出为秦州总管，转陕州总管，督鴈门公田弘攻克北齐宜阳等九城。
建德三年（574年），进爵为陈王。四年（575年），东伐北齐，宇文纯为前一军总管。因周武帝寝疾，班师。五年（576年），再东伐北齐，宇文纯为前一军总管。率步军二万守千里径。平并州，进位上柱国，拜并州总管。宣政元年（578年）二月，进雍州牧，閏六月迁太傅。
大象元年（579年）五月，下诏以济南郡食邑万户给宇文纯为陈国，宇文纯出就国。二年（580年），朝京师。
宇文纯回京后与四个在世的兄弟赵王宇文招、越王宇文盛、代王宇文达、滕王宇文逌被权臣大丞相杨坚加殊礼，入朝不趋、剑履上殿。兄弟五人和侄子毕王宇文贤谋杀杨坚，杨坚知道后杀了宇文贤，但当时尉迟迥以勤王为名起兵，杨坚在当时便没有追究五人，但暗加防备。后来以宇文纯怀恨执政大臣为由，诛杀其与其子世子宇文谦、扈公宇文让、宇文议，国除。
另一说杨坚辅政后担心出镇在外的宇文纯不服，派门正上士崔彭征召其入朝，崔彭在客舍称病，引诱宇文纯前来接受诏书，又以传达机密为由诱其屏退众多随从下马受诏，随即让随行的两名骑士以不服征召为由擒住宇文纯并戴上锁链，崔彭声言宇文纯有罪被征，驱散其随从，并因功获任上仪同。但这与宇文纯回京后仍能享受殊礼矛盾，未详孰是。

## 资料来源
- 《周書》
- 《北史》

## 外部連結
[在维基数据编辑]
 《北史·卷058》，出自李延壽《北史》

1. ↑  《周書·武帝紀上》：〔天和三年三月〕甲寅，以柱國陳國公純為秦州總管，蔡國公廣為陝州總管。
2. ↑  《周書·武帝紀下》：〔二月〕乙丑，以上柱國越王盛為大冢宰，陳王純為雍州牧。
3. ↑  《周書·宣帝紀》：〔閏六月〕辛巳，以上柱國趙王招為太師，陳王純為太傅
4. ↑  《周書·靜帝紀》：〔十月〕壬戌，陳王純以怨執政，被誅。